# Astyanax hermosus
Astyanax hermosus är en fiskart som beskrevs av Miquelarena, Protogino och López 2005. Astyanax hermosus ingår i släktet Astyanax och familjen Characidae. Inga underarter finns listade.